# 阿利 (阿肯色州)
阿利（英語：Aly）是位於美國阿肯色州耶爾縣的一個非建制地區。該地的面積和人口皆未知。

## 地理
阿利的座標為34°47′26″N 93°29′11″W / 34.79056°N 93.48639°W，而該地的平均海拔高度為260米（即840英尺）。